# Хмарочоси Загреба
Загреб є першим містом в Хорватії, де був збудований хмарочос. Першим хмарочосом була 16-поверхова «башта», збудована на Площі бана Єлачича — центральній площі Загреба. Будівництво тривало з 1956 по 1959 роки. У 2007 році було здійснено капітальний ремонт будівлі.
У теперішній час Загреб має декілька комерційних та багато житлових хмарочосів. Кожен із них має велике значення в архітектурному ансамблі міста.
Найвідомішими хмарочосами міста є:
- Eurotower
- HOTO business tower
- Mamutica
- Zagrebtower
- Башта Цибона
- Загрепчанка